# Єсім-хан (Молодший жуз)
Єсім-хан (1739-1797) — казахський правитель, хан Молодшого жуза, син Нурали-хана.

## Життєпис
1790 року, казахські старшини проголосили ханом Молодшого жуза султана Єсіма, сина Нурали-хана. Однак російська адміністрація не визнала такий вибір і подала на затвердження кандидатуру Єрали. У серпні наступного року на казахський з'їзд прибули російські військові загони, що «посприяло» обранню султана Єрали на ханський престол Молодшого жуза.
У жовтні 1796 року з'їзд казахських старшин повторно обрав новим ханом Єсіма. Російський уряд офіційно визнав обрання Єсім-хана. Новий хан одразу ж виявив себе відданим російським ставлеником, організувавши кілька каральних рейдів та взявши у полон низку керівників казахських повстанських загонів.
Навесні 1797 року один з повстанських загонів Сирима Датули здійснив напад на ханський аул, спаливши та розграбувавши його. Під час того нападу було вбито Єсім-хана.